# Exèrcit Popular d'Alliberament
L'Exèrcit Popular d'Alliberament (xinès simplificat: 中国人民解放军, xinès tradicional: 中國人民解放軍, pinyin: Zhōnggúo Rénmín Jiěfàng Jūn) és l'exèrcit de la República Popular de la Xina.
Al capdavant de l'exèrcit es troba la Comissió Militar Central, el president de la qual és actualment Xi Jinping. L'Exèrcit Popular d'Alliberament (EPA) va ser a l'origen l'exèrcit del Partit Comunista de la Xina, que va dur a aquest partit a la victòria en la Guerra Civil contra el Guomindang. Fundat l'1 d'agost de 1927 com a "Exèrcit Roig", va adoptar el nom actual el juny de 1946. Des de la proclamació de la República Popular, l'Exèrcit s'ha mantingut fidel tant al Partit com al Govern de l'Estat.

## Estructura
Encara que tècnicament existeixen dues comissions militars centrals, una del Partit i una altra de l'Estat, ambdues tenen exactament els mateixos membres pel que en la pràctica es tracta d'una sola institució. El PLA és l'Exèrcit més gran del món en nombre d'efectius, amb més de dos milions i mig de soldats i des dels anys 1980 participa en activitats econòmiques amb la finalitat d'autofinançar-se sense dependre de l'Estat. Aquestes activitats econòmiques inclouen la venda de tecnologia militar a altres països. L'extensió de les activitats econòmiques de l'Exèrcit cap al món dels negocis, ha provocat la preocupació del Govern, que en els darrers anys ha intentat frenar aquesta expansió empresarial de l'Exèrcit. Des de mitjans de la dècada del 90 del segle XX i principis del segle xxi, el PLA s'està modernitzant ràpidament, gràcies a les importacions de tecnologia i la creació d'armes avançades.

## Història

### Orígens

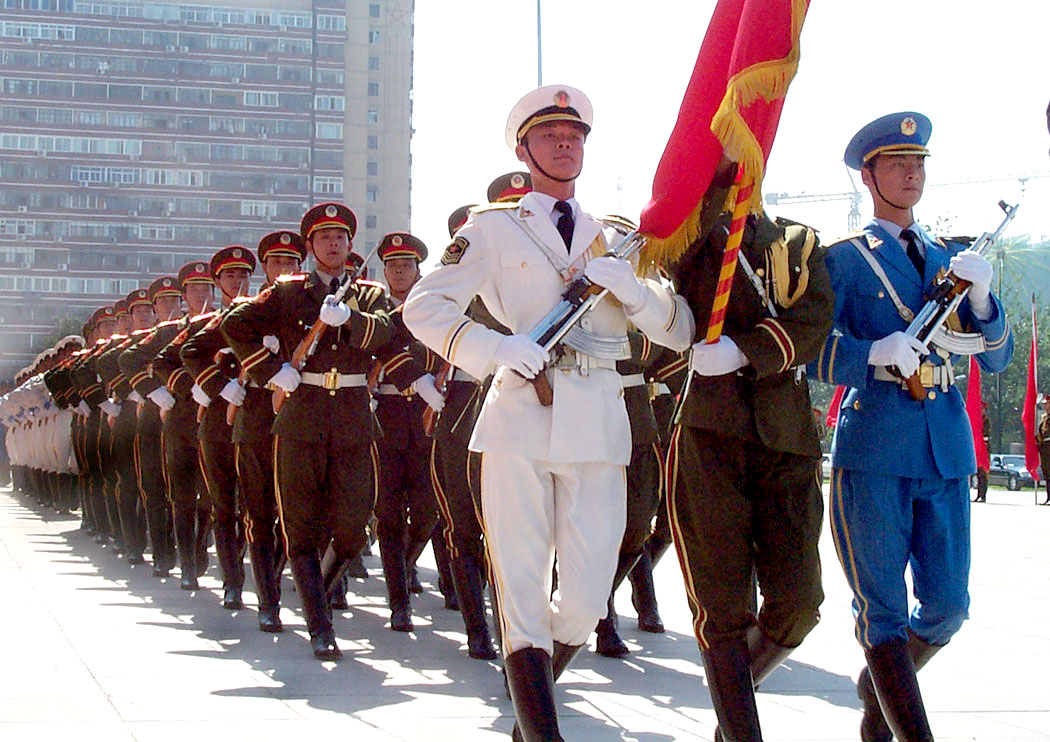
Desfilada militar.

El 1921, es va fundar a Xangai el Partit Comunista Xinès, amb suport del Komintern, i per tant, de la Rússia bolxevic (nucli de la futura Unió Soviètica), liderada aleshores per Lenin. Inicialment amb poc suport, aquest minúscul partit, per recomanació del Komintern es va aliar amb el majoritari KMT de Sun Yat-sen, amb el qual compartien molts postulats. A l'exèrcit del KMT, van començar a arribar nombrosos assessors militars soviètics per instruir l'oficialitat i la tropa. Aquest fet marcaria posteriorment una importància capital en la futura formació del EPL. El 1925, a la mort de Sun Yat-sen, va assumir el poder la facció conservadora del KMT encapçalada pel jove general Chiang Kai-shek. Tanmateix els comunistes el van recolzar en la seva Expedició al Nord.
El 1927, Chiang va trencar amb els soviètics i, per tant, amb el PCX. L'1 d'agost, tropes del KMT a Nanchang van dur a terme un aixecament de tendència comunista. Aquesta forces eren comandades per He Long i Zhou Enlai en un intent per aconseguir el control de la ciutat, una vegada liquidada la primera aliança entre el KMT i els comunistes.
Les forces comunistes van ocupar Nanchang i van escapar del setge imposat per les tropes del KMT el 5 d'agost, retirant-se a les muntanyes de Jinggang a Jiangxi. Aquest fet va marcar el començament del braç armat del PCX, amb la denominació d'Exèrcit Roig a aquesta força. El naixent Exèrcit Roig es va nodrir al principi de desertors de l'exèrcit de Chiang Kai-shek. L'enfrontament ideològic entre el Partit Comunista, i el KMT, va esdevenir un conflicte bèl·lic.

### República Soviètica de la Xina

Bandera del Partit Comunista de la Xina.

Amb l'establiment del Soviet de Jiangxi en 1931 amb Mao Zedong com a president del Comitè Executiu Central, l'Exèrcit Roig es va formar com una important força guerrillera liderada pel comandant Zhu De. Això es va deure a la gran afluència d'oficials i soldats desertors de l'Exèrcit de KMT, a part de nombrosos camperols, a aquesta zona muntanyosa. Per a aquesta època ja començaven a despuntar a la zona comunista un clar enfrontament entre els dirigents, recolzats per la Unió Soviètica, i els seguidors de Mao Zedong.
Entre 1930 i 1934, Chiang Kai-shek va llançar quatre grans campanyes militars contra el PCX, que van posar al partit en una situació de gran debilitat, encara que sense arribar a derrotar-lo. L'exèrcit del Kuomintang preparava ja l'atac a la zona comunista, la cinquena de les campanyes de cèrcol i anihilació dirigides per Chiang Kai-shek, i la disparitat de forces feia impossible que el reduït exèrcit comunista pogués resistir l'atac de les tropes nacionalistes. Les campanyes de l'Exèrcit Nacional Revolucionari havien destruït la República Soviètica de la Xina el 1934.
Davant la imminència de l'operació, els dirigents comunistes van decidir que l'única sortida era fugir de Jiangxi cap a l'oest, travessant el territori controlat pels nacionalistes del KMT, i calia reunir-se amb altres grups de guerrillers comunistes en zones interiors i aïllades del país. La decisió d'abandonar Ruijin (capital del Soviet), després de set anys de govern comunista, va ser presa conjuntament per Zhu De, els dirigents del Partit, Bo Gu i Zhou Enlai, i l'agent alemany de la Komintern, Otto Braun.
A causa de la presència de tropes nacionalistes en totes direccions al voltant de la zona comunista, el moment i la manera de la fugida es van mantenir en secret fins a última hora. Les tropes de l'Exèrcit Roig es van concentrar a la localitat de Yudu, des d'on començaria la Llarga Marxa. Allà el creuarien el riu Yudu, per desplaçar-se cap al sud-oest, en direcció a la província de Guangdong.
Al grup de l'Exèrcit Roig que va abandonar el soviet de Jiangxi se'l coneix com el primer Exèrcit Roig. En el moment de la sortida de Jiangxi, altres dos grups importants de l'Exèrcit Roig, coneguts com a segon i quart Exèrcit Roig, es movien ja per l'interior de la Xina. El 4t Exèrcit Roig estava sota el comandament de Zhang Guotao, mentre que el 2n Exèrcit Roig, liderat per He Long, estava assentat a la província sud-occidental de Guizhou. Les comunicacions entre aquests grups dividits de l'Exèrcit Roig eren inexistents i, en el moment de sortir de Jiangxi, el 1r Exèrcit Roig buscava unir-se amb els altres exèrcits.

### La Llarga Marxa
La decisió d'avançar cap a l'oest per aquestes zones inhòspites i poblades per ètnies minoritàries seria en última instància la salvació de l'Exèrcit Roig i el gran èxit estratègic de Mao. Endinsant-se a Yunnan, al 1.er Exèrcit Roig es va veure forçat a avançar més i més cap a l'oest, davant la impossibilitat de dirigir-se al nord. Un dels cops d'efecte dels comunistes en aquesta fase de la marxa va ser l'avanç cap a la capital, Kunming. Les tropes del KMT, obstinades a impedir el pas dels comunistes al nord s'havien establert entre Yunnan i Sichuan, deixant desprotegida Kunming. L'avanç comunista cap a Kunming va provocar un èxode de la població i va obligar a una mobilització de les tropes nacionalistes per intentar defensar la ciutat.
Encara que una avançada sota el comandament de Lin Biao arribaria a entreveure Kunming el 29 d'abril de 1935, els comunistes no tenien intenció de prendre-la i el moviment dels nacionalistes obriria de nou una ruta cap a l'oest, per la qual l'expedició s'endinsaria encara més en territori inhòspit. Aquest avanç cap a l'oest va permetre finalment al 1.er Exèrcit Roig travessar el riu Yangzi i entrar a Sichuan.
El 9 de maig 30.000 homes completaven la travessia del riu i prosseguien el seu avanç cap al nord, a la recerca de la unió amb el 4t Exèrcit Roig. Per aconseguir la unió dels dos exèrcits, Mao Zedong i els seus homes havien de prosseguir el viatge cap al nord recorrent la franja més occidental de Sichuan, travessant de nou zones poblades per minories ètniques amb les quals la comunicació era difícil.
Els comunistes vencerien decisivament a les tropes del KMT (Batalla del pont Luding). L'exèrcit comunista va aconseguir creuar el Dadu, prosseguint el seu viatge cap al nord, avançant per la part occidental de Sichuan, de població tibetana. Després d'un dur avanç per zones muntanyoses molt abruptes, les tropes es van reunir amb el 4t Exèrcit Roig (uns 100.000 homes) de Zhang Guotao a Mougong, actualment Xiaojin, el 12 de juny.
En aquest moment, Zhang Guotao semblava tenir totes les opcions per liderar el PCX, mentre que Mao portava als seus homes cap a un destí incert, creuant la zona més despoblada de tota la Llarga Marxa. Aquesta part del nord de Sichuan i el sud de Gansu seria una de les més difícils de la marxa.
El grup de Zhang Guotao va sortir mal parat a causa dels enfrontaments armats amb l'exèrcit de Ma Bufang i Ma Buqing, els senyors de la guerra musulmans que controlaven Qinghai i parts de Gansu i Ningxia com un feu familiar. La missió va ser però un fracàs, i l'enfrontament armat entre la debilitada i famèlica Legió Occidental i l'exèrcit dels Ma es va saldar amb la mort o captura de la gairebé totalitat dels 20.000 homes de la Legió.
Amb aquestes derrotes el 4t Exèrcit es va fragmentar i reduir, i els seus supervivents, encara sota el comandament del mateix Zhang, acabarien seguint el camí de Mao cap al nord, a la recerca de l'únic lloc segur que podien trobar: el Soviet de Shaanxi, la zona comunista establerta per Liu Zhidan al nord de la Xina.
A l'estiu de 1935, el grup comandat per Mao va continuar el seu trajecte cap al nord, travessant el sud de les províncies de Gansu i Ningxia. Finalment, el 20 d'octubre de 1935, el grup de Mao arribava a la localitat de Wuqi, al districte de Bao'an, actualment anomenat Yan'an, on es van reunir amb els seus camarades de Shaanxi, posant punt final a la Llarga Marxa.
En aquest moment només quedaven uns 8.000 homes dels al voltant de 86.000 que havien començat la marxa un any abans. Si bé les morts en combat i per malaltia, així com un nombre gran de desercions, havien estat a punt de posar fi al PCX, l'arribada al nord suposava la reunió de diversos grups dispersos, que aconseguien unir les seves forces en un mateix lloc de la Xina. Durant els mesos següents, supervivents del 4t Exèrcit que s'havia desplaçat a l'oest arribarien també a la base comunista del nord, on Mao Zedong era jà reconegut com a líder suprem del partit.
Un any i dos dies més tard, el 22 d'octubre de 1936, el 2n Exèrcit Roig d'He Long arribava a Bao'an i es va produir la "unió dels tres exèrcits" donant fi a la Llarga Marxa. La Llarga Marxa va suposar la fita més important en la història del PCX i marcar la pujada definitiva al poder de Mao Zedong.

### Invasió japonesa de 1937 i Guerra d'Alliberament contra Japó

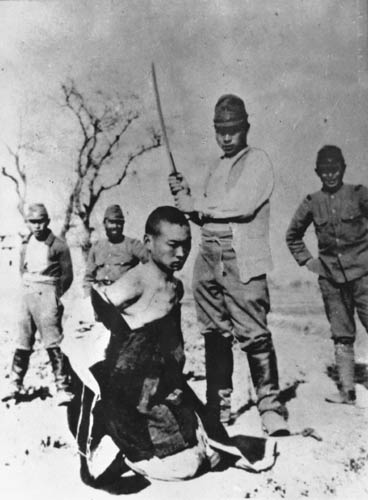
Home xinès abans de ser executat pels japonesos a la Massacre de Nanjing. És executat per negar-se a buscar dones per als invasors.

Al final de la Primera Guerra Mundial, la Xina havia concedit al Japó nombrosos privilegis comercials, que van causar un gran ressentiment entre els xinesos. A partir de 1931, Japó va establir un estat titella a Manxúria, davant la impotència del KMT, que semblava incapaç de garantir la integritat territorial del país, preferint en aquesta època lluitar contra l'Exèrcit Roig.
La invasió japonesa (1937) va suposar també el final de la persecució a la qual el govern del KMT havia sotmès al PCX. L'estat de crisi nacional va forçar la col·laboració entre el KMT i els comunistes. Encara que Chiang Kai-shek era al principi reticent a aquesta col·laboració amb el PCX, va haver d'acceptar arran de l'incident de Xi'an, quan el mariscal Zhang Xueliang, militar favorable a una aliança entre el KMT i el PCX que controlava la província de Shaanxi i a les forces nacionalistes que lluitaven contra els comunistes de Yanan, va detenir Chiang Kai-shek a Xi'an, mantenint-lo presoner fins que va acceptar l'establiment d'un front comú entre els nacionalistes i els comunistes per defensar-se davant l'agressió japonesa.
La invasió japonesa va permetre així a l'Exèrcit Roig reagrupar a la base nord de Yanan, ciutat des de la qual controlaven una part de Shaanxi i de Mongòlia Interior, així com la totalitat de Gansu i Ningxia.
L'Exèrcit Roig, que en aquest moment comptava amb uns 40.000 homes, va passar nominalment a formar part de l'Exèrcit Nacional Revolucionari, formant el 8è Exèrcit i el Nou 4t Cos d'Exèrcit. El primer s'ocuparia de contenir als japonesos al nord, sobre la vall del Huang Ho i la Gran Muralla, i el segon en el centre del país. El seu comandant suprem era Zhu De i els seus lloctinents eren els comandants Lin Biao, Peng Dehuai, Liu Bocheng i Deng Xiaoping. Cal no oblidar que al sud les guerrilles comunistes van formar la Columna antijaponesa 
La guerra a la Xina es va desenvolupar en tres etapes, amb la primera etapa (1937-1939) caracteritzada per l'extraordinària rapidesa amb què els japonesos van ocupar la major part dels ports i tots els centres industrials de la costa est de la Xina, incloent les principals ciutats com Xangai, Nanjing i Canton, amb el que el govern nacionalista va haver de moure cap a l'interior, fins a Chongqing a Sichuan, mentre els japonesos establien governs titelles a Pequín el 1937 i Nanquín el 1940.
La segona etapa (1939-1943) va ser un període d'espera, amb Chiang bloquejant als comunistes al nord-oest (malgrat el front unit) i esperant per l'ajuda dels Estats Units, que havien declarat la guerra al Japó el 1941. un exemple del cas va ser al desembre de 1940, Chiang Kai-shek va exigir la retirada del Nou 4t Cos d'Exèrcit, del PCX, de les províncies d'Anhui i Jiangsu. Els comandaments del Nou 4t Cos d'Exèrcit es van plegar a la retirada exigida pel KMT però quan sortien les últimes unitats roges, van patir l'emboscada de les forces nacionalistes que els van infligir una greu derrota el gener de 1941. paradoxalment, les tropes de KMT van patir 20.000 baixes i els comunistes entre 3.000 i 6.000. Es va poder evitar el rebrot de la guerra civil, però aquest xoc, conegut com l'incident del quart Cos d'Exèrcit, va debilitar la posició del PCX a la Xina central i va posar fi a qualsevol possible cooperació entre les dues faccions.
En l'etapa final (1944-1945), Japó va llançar una nova ofensiva sobre el sud de la Xina que va obligar a retrocedir als nacionalistes fins a Sichuan. Aquesta ofensiva va ser resposta al maig de 1944 per una pírrica contra-xinesa, que va mantenir les posicions i evito la caiguda nacionalista. D'altra banda, els Estats Units van proporcionar ajuda en forma massiva als nacionalistes, però, el govern de Chongqing, debilitat per la inflació, l'empobriment de la classe mitjana, i la baixa moral de les seves tropes, va ser incapaç de treure avantatge d'això.
Quan es va albirar la derrota japonesa a la primavera de 1945, les forces comunistes del 8è Exèrcit i el Nou 4t Cos d'Exèrcit (amb uns 1.000.000 d'homes) semblaven estar en millor posició que el del KMT, que estava molt endarrerit, per prendre les guarnicions japoneses; però amb el suport del transport aeri dels Estats Units, les tropes del KMT van poder ocupar les ciutats, tot i que les àrees rurals van romandre sota el control dels comunistes.
En acabar la guerra a Europa, al maig de 1945, l'esforç de guerra dels aliats es va traslladar a orient. La Unió Soviètica es va unir a la guerra contra el Japó a finals de juliol i el 9 d'agost, l'Exèrcit Roig soviètic va envair Manxúria, Mongòlia Interior i el nord de Corea (veure Operació Tempesta d'Agost), prenent contacte amb el 8è Exèrcit del PCX prop de Beijing, a mitjans de mes. El 6 i 9 d'agost els Estats Units van llançar les primeres bombes atòmiques sobre les ciutats japonesos d'Hiroshima i Nagasaki. El 14 d'agost de 1945 es va rendir els japonesos.

### Guerra civil xinesa

Bandera de l'Exèrcit Nacional Revolucionari.

A la Xina la guerra civil es va deslligar per la qüestió de qui es faria càrrec de les armes i equips japonesos, i encara que a finals d'agost es va aconseguir un acord a Chongqing entre una delegació del PCX i el KMT, la treva va ser breu. En aquesta època, Chiang Kai-shek acabaria arribant al convenciment que no tenia els mitjans necessaris per impedir que el PCX es fes amb Manxúria després de la retirada programada dels soviètics. Per evitar arribar a un acord amb els russos, de manera que aquests retardessin la seva retirada fins que el KMT hagués traslladat a la regió a una quantitat suficient dels seus millors homes i equips.
Els soviètics van aprofitar la prolongació de la seva estada per desmantellar tot el parc industrial manchú i traslladar al seu país devastat per la guerra. Tot i això, a finals d'any, l'Exèrcit Roig xinès va ocupar gairebé tota la regió, llevat de les grans ciutats manxús de Changchung, Kirin, Szeping, Mukden, Dairen i l'important port de Port Arthur.
El gener de 1946 el general nord-americà George C. Marshall va negociar un cessament al foc, el govern nacionalista va tornar a Nanquín, Xina va ser reconeguda per l'ONU com una de les cinc grans potències, i els Estats Units van proporcionar al govern de Chiang un préstec de $ 2,000,000,000 addicionals als 1,500,000,000 $ gastats durant la guerra.
Malgrat l'enorme superioritat del KMT en armes i provisions, es va mantenir a l'expectativa a les ciutats de Manxúria i el nord de la Xina, mentre l'Exèrcit Roig (anomenat, des de juny, Exèrcit Popular d'Alliberament) s'apoderava de les àrees rurals circumdants; però a mesura que augmentava la inflació, tant civils com militars es van desmoralitzar, de manera que, percebent el sentiment nacional, el PCX proposa una coalició governamental que és rebutjada pel KMT, i la lluita va esclatar novament a principis de 1947.
La curta i decisiva guerra civil que va seguir, denominada pels comunistes "guerra d'alliberament" (解放 战争), es va desenvolupar principalment en dos llocs: Manxúria i l'àrea del riu Huai. Malgrat un transport aeri massiu de forces del KMT pels Estats Units, van perdre Manxúria a l'octubre de 1948, quan 300.000 soldats del KMT es van rendir davant l'EPL a l'assetjada Mukden, i per a finals de 1948 el KMT havia perdut més de mig milió d'homes, més de dues terceres parts per deserció, de manera que l'EPL es va moure cap al sud del Yangzi.
El gener de 1949, el port de Tientsin i la ciutat Beiping van ser preses per l'EPL. Aquesta última va ser presa sense disparar un tret i se li va retornar el seu antic nom: Pequín. Entre novembre de 1948 i gener de 1949, es va lliurar més al sud una gran batalla a la rodalia de Hsü-chou, en què van participar mig milió d'homes de cada costat. Els nacionalistes van ser vençuts i l'EPL va seguir el seu avanç al sud. Després de la caiguda de Nanquín (abril de 1949) i Xangai (maig), s'esvaeix la resistència del KMT, i per a octubre, amb la presa de Canton, els comunistes tenen el control de tot el territori continental, excepte el Tibet. La República de la Xina es va retirar a l'illa de Taiwan el desembre de 1949. El PCC segueix sent l'únic partit governant de la Xina, oficialment la República Popular de la Xina (RPC), des de l'1 d'octubre de 1949, i reclama oficialment Taiwan com la seva 23a província com a Província de Taiwan a la seva constitució. La República Popular de la Xina a la Xina continental i la República de la Xina a Taiwan afirmen oficialment ser el govern legítim de tota la Xina. No s'ha signat mai cap armistici o tractat de pau sobre la Guerra Civil xinesa.

### Proclamació de la República Popular de la Xina
L'1 d'octubre de 1949, Mao pronuncia a Pequín la proclamació de la República Popular Xina. Mentrestant, el govern nacionalista traslladarà la capital provisional de Canton a Chongqing el 15 d'octubre, i finalment a Chengdu el 29 de novembre. Chiang, que havia tornat al continent des de Taiwan el 14 de novembre, estaria en Chonqqing i Chengdu intentant resistir la victòria comunista.
Finalment, el 8 de desembre, Chiang dona per perduda la Xina continental, i ordena a les seves tropes i als més alts càrrecs del govern l'abandó de Chengdu. El 10 de desembre de 1949, Chiang Kai-shek i el seu fill Chiang Ching-kuo volen a Taiwan, des d'on esperaven poder reorganitzar-se per derrotar els comunistes. Al costat del líder nacionalista, fugen centenars de milers de soldats nacionalistes al costat de dos milions de refugiats.

### invasió xinesa del Tibet
La invasió xinesa del Tibet anomenada també Batalla de Chamdo fou una campanya militar dirigida pel govern xinès en contra del govern de facto independent del Tibet a Qamdo en octubre de 1950. El propòsit de la campanya fou capturar el gruix de l'exèrcit tibetà, desmoralitzar el govern de Lhasa i obligant-lo a desbloquejar mesos de negociacions per enviar negociadors a Pequín que eventualment acceptarien la sobirania xinesa sobre el territori. La campanya va tenir com a resultat la captura de Qamdo per part dels xinesos, i, finalment, la incorporació del Tibet a la República Popular de la Xina.

### Guerra de Corea

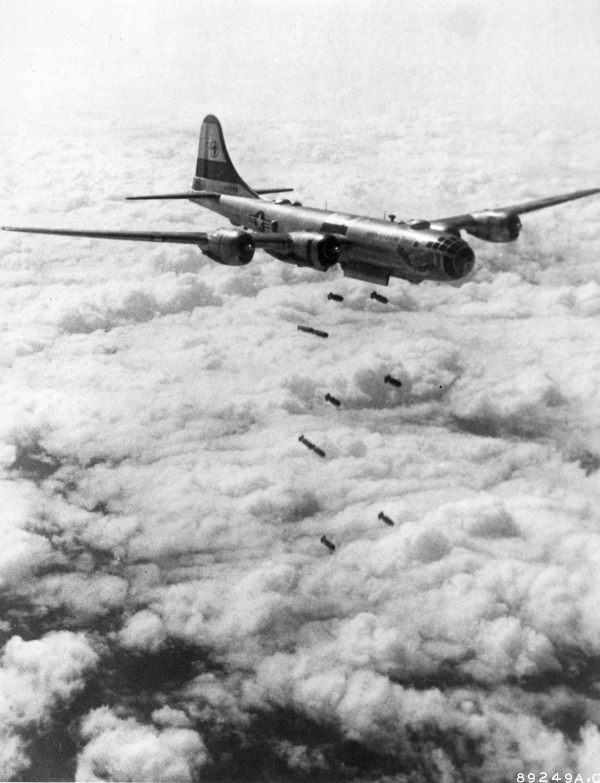
B-29 "Superfortress" bombardejant a Corea.

La invasió de Corea del Sud per part de l'Exèrcit Popular de Corea del Nord i el seu posterior rebuig per les forces de l'ONU, liderades pels Estats Units va afectar el seu veí país. Xina estava preocupada per una eventual guerra a Corea. Mao temia que el conflicte motivés la intervenció nord-americana a Àsia i desestabilitzés la regió. Una Corea aliada dels Estats Units podria amenaçar Manxúria, zona vital per les seves mines, indústria i situació estratègica, alhora que podia servir d'escut al nou Taiwan, independitzat de la Xina. Ni la Unió Soviètica, ni Corea del Nord li van consultar a l'hora de prendre la decisió d'anar a la guerra. Tanmateix, una vegada començada, Xina va prestar ajuda al règim de Pyongyang, quan l'evolució del conflicte va portar al desfonament del Nord, l'ocupació del territori per sobre del paral·lel 38, i les tropes nord-americanes a la frontera amb la Xina en el riu Yalu. Xina es va veure amenaçada directament i va intervenir per restablir l'anterior equilibri.
Xina havia advertit que reaccionaria si les forces de l'ONU sobrepassaven el límit de la frontera en el riu Yalu. Mao va buscar l'ajuda soviètica i va veure la intervenció com essencialment defensiva. "Si nosaltres permetem que els Estats Units ocupin tota Corea ... hem d'estar preparats perquè els Estats Units declarin ... la guerra amb Xina", això va ser el que li va dir Mao a Stalin. Zhou Enlai va ser enviat a Moscou per afegir contundència als arguments de Mao que havien estat enviats per cable. Mao va retardar l'EPL mentre esperava per l'ajuda russa i, per tant, l'atac planejat va ser posposat del 13 d'octubre al 19 d'octubre. L'assistència soviètica es va limitar simplement a proveir suport aeri al front de batalla.
Els MiG-15 amb els colors de la Xina comunista van ser una desagradable sorpresa per als pilots de l'ONU; ells van mantenir la superioritat aèria local contra els caces F-80 Shooting Star fins que els nous F-86 Sabres van ser desplegats. La tasca dels soviètics va ser coneguda pels Estats Units, però van preferir mantenir-se quiets per evadir qualsevol incident internacional i potencialment nuclear.
Un assalt xinès iniciat el 19 d'octubre de 1950, sota el comandament del veterà general Peng Dehuai, amb 380.000 Voluntaris de l'EPL repel·lir les tropes de l'ONU i les va portar fins al paral·lel 38, la frontera anterior al conflicte. L'assalt xinès va prendre a les tropes nord-americanes per sorpresa, ja que la guerra entre la Xina comunista i els Estats Units no havia estat declarada. La retirada de la Corporació X dels Estats Units va ser la més llarga retirada d'una unitat nord-americana a la història. Els Marines van lluitar millor, degut principalment al seu millor entrenament i disciplina.
El 4 de gener de 1951, l'EPL i l'Exèrcit Popular de Corea del Nord van capturar Seül. La Batalla de la Reserva de Chosin va ser una terrible derrota per a les tropes de l'ONU. La situació va ser tan gran que el general Douglas MacArthur, comandant suprem de les forces de l'ONU, va esmentar que armes atòmiques podien ser usades, la qual cosa va arribar a alarmar als aliats dels Estats Units. MacArthur va ser rellevat de la comandància pel president Truman el 1951, i va ser reemplaçat pel General Matthew Ridgway.
La resta de la guerra només va tenir petits canvis de territori (el front comunista va avançar fins a 45 km al sud de Seül i després va retrocedir al nord de la capital sud-coreana per una controfensiva de l'ONU) i llargues negociacions de pau (les quals van començar a Kaesong el 10 de juliol del mateix any).
Un alto el foc va establir una zona desmilitaritzada al voltant del paral·lel 38, el qual és encara avui dia defensat per les tropes de Corea del Nord per una banda i per les tropes de Corea del Sud i dels Estats Units per l'altre. Cap tractat de pau es va signar. Al voltant d'1.500.000 de xinesos van lluitar a Corea.
Les forces nord-americanes a prop de Taiwan van acabar immediatament amb les esperances de la Xina de conquerir aquesta illa. La guerra també va ser usada com una excusa perquè les autoritats de la Xina comunista reprimissin massivament als dissidents i imposar fortes censures. Això també va contribuir al declivi de la relacions amb la Unió Soviètica. Els soviètics havien usat als xinesos com delegats. Els havien donat freqüentment i sempre tard equips de mala qualitat i forçaven als xinesos a pagar per aquests. Tanmateix, el fet que les forces xineses havien combatut contra les forces nord-americanes en la guerra va anunciar que la Xina seria en algun moment una potència mundial.

### Força armada de la República Popular Xina
Amb l'establiment de la República Popular de la Xina, l'Exèrcit Popular d'Alliberament va esdevenir una força que va tenir la missió de defensar la revolució i la república socialista de l'imperialisme, a part d'estendre aquesta revolució a tota la Xina; això últim s'estenia als antics límits imperials de 1911, que incloïen el Tibet, i a Mongòlia Exterior (l'actual Mongòlia). Per a això, al desembre de 1949, Mao es va reunir amb Stalin a Moscou. Com a resposta, la Unió Soviètica va enviar una valuosa ajuda monetària i armamentística. A canvi, la Xina va haver de reconèixer la independència de Mongòlia Exterior, una mena de protectorat soviètic.

### Actualitat
La Xina se centra en el disseny i la fabricació d'armes nacionals, tot i que encara importa certs productes militars de Rússia, com ara motors de reacció. La Xina va decidir independitzar-se en el seu sector de defensa i ser competitiva en els mercats mundials d'armes: el seu sector de defensa s'està desenvolupant i madurant ràpidament. Hi ha llacunes en determinades capacitats, sobretot en el desenvolupament d'alguns sistemes electrònics sofisticats i sistemes de propulsió prou fiables i potents, però la indústria de defensa de la Xina està produint vaixells de guerra i submarins, sistemes terrestres i avions que proporcionen a les forces armades xineses un avantatge de capacitat superior. la majoria dels militars que operen a l'Àsia-Pacífic. Allà on la capacitat autòctona encara queda curta, la Xina compra a Rússia i, fins que la indústria local acabi de superar la bretxa, espera que la quantitat superi la qualitat. El Llibre Blanc de Defensa de la Xina de 2015 demanava "innovació independent" i "desenvolupament sostenible" d'armes i equipaments avançats.
La reforma de l'estructura militar i de defensa de la Xina va començar després que Xi Jinping es convertís en el secretari general del Partit Comunista Xinès i en el president de la Comissió Militar Central el 2012 per operar integrant múltiples serveis canviant el seu concepte d'operacions de la defensa principalment orientada a terra a moviments mòbils i coordinats de tots els serveis i millorar les capacitats ofensives aèries i navals.

Xica jove vestida com a soldat durant la Revolució Cultural.
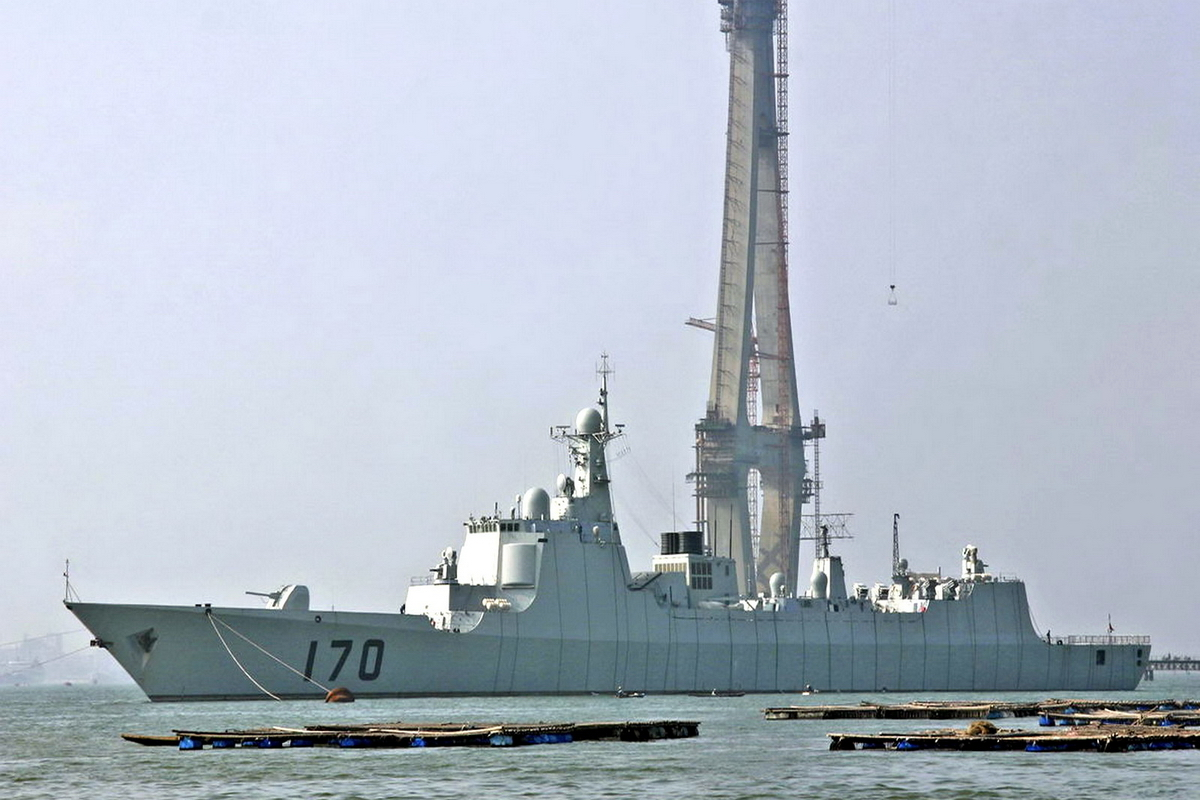
Type 052C Zerstörer
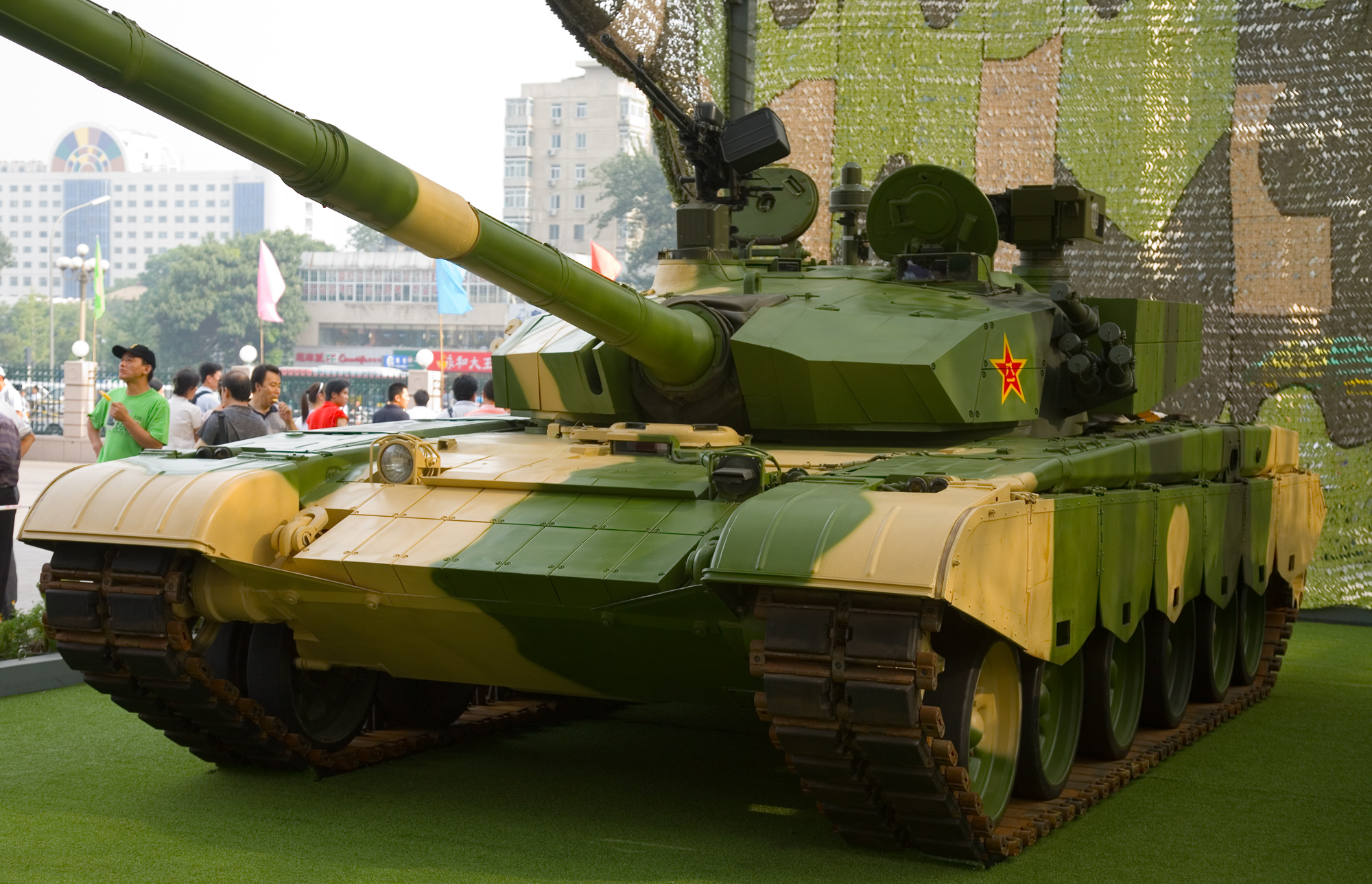
ZTZ-99
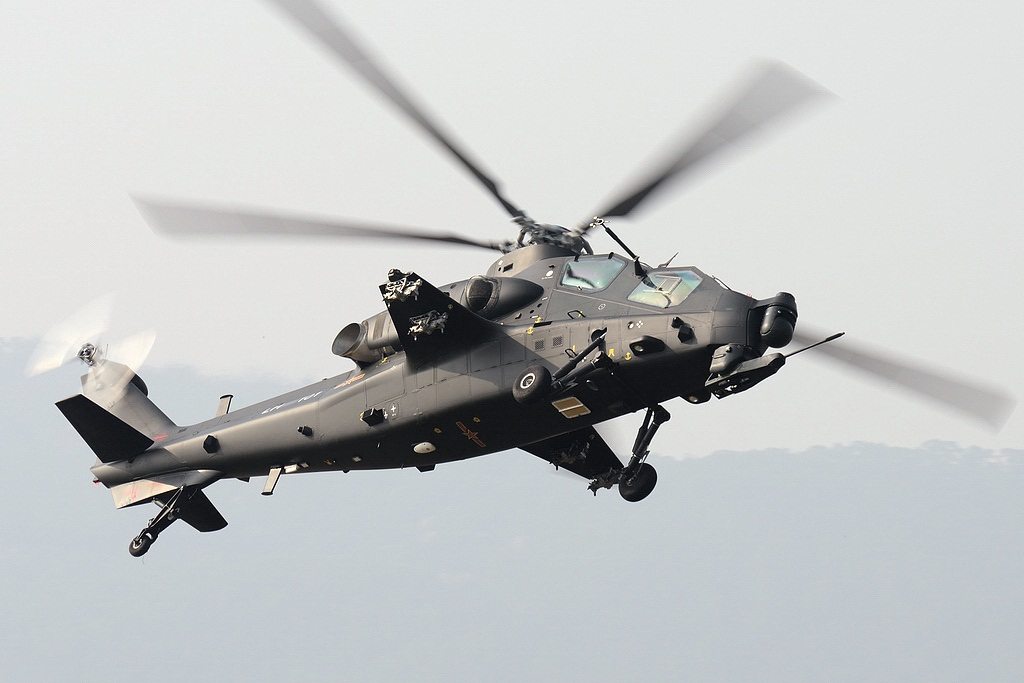
Changhe Z-10
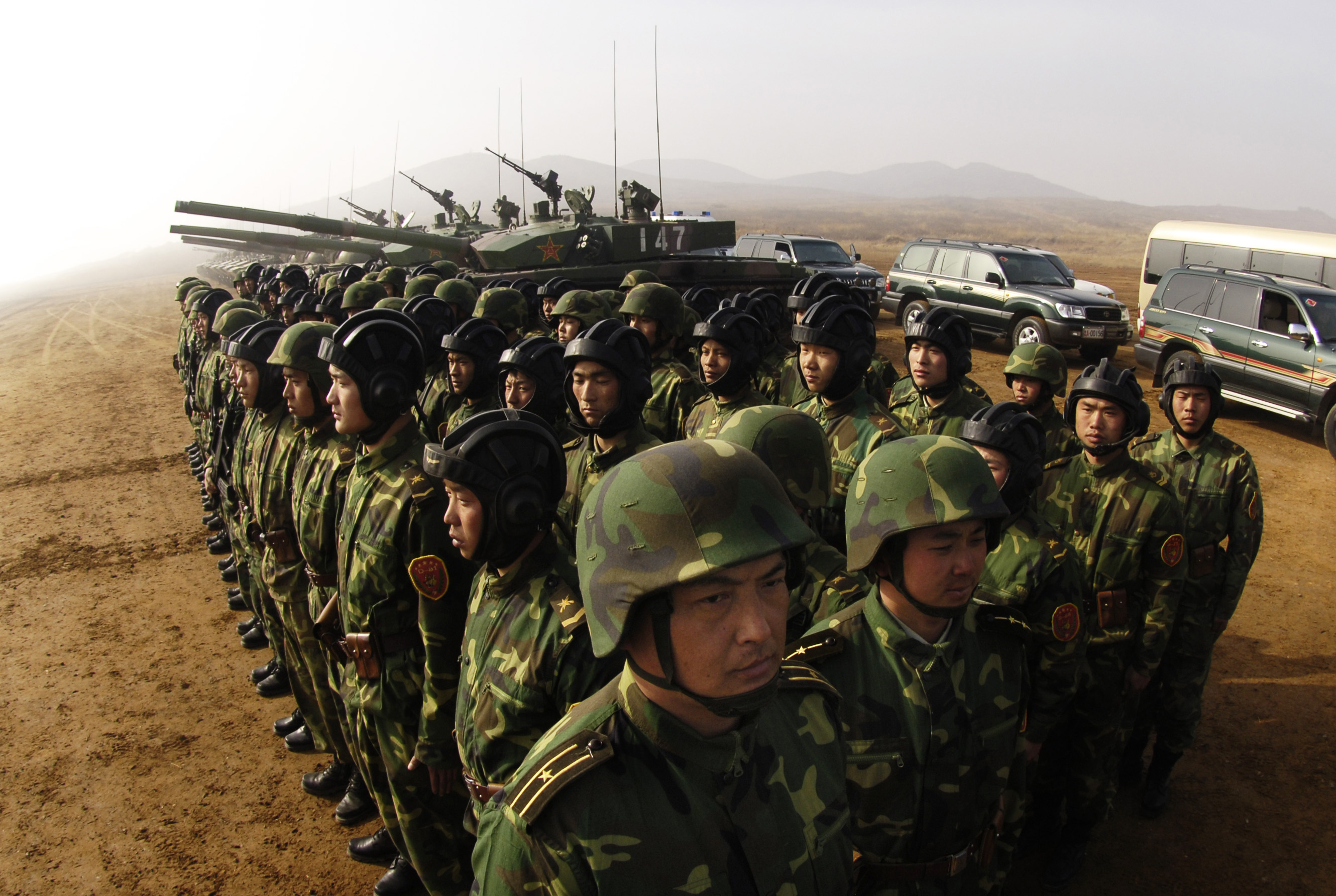
Soldats xinesos a Shenyang, 2007
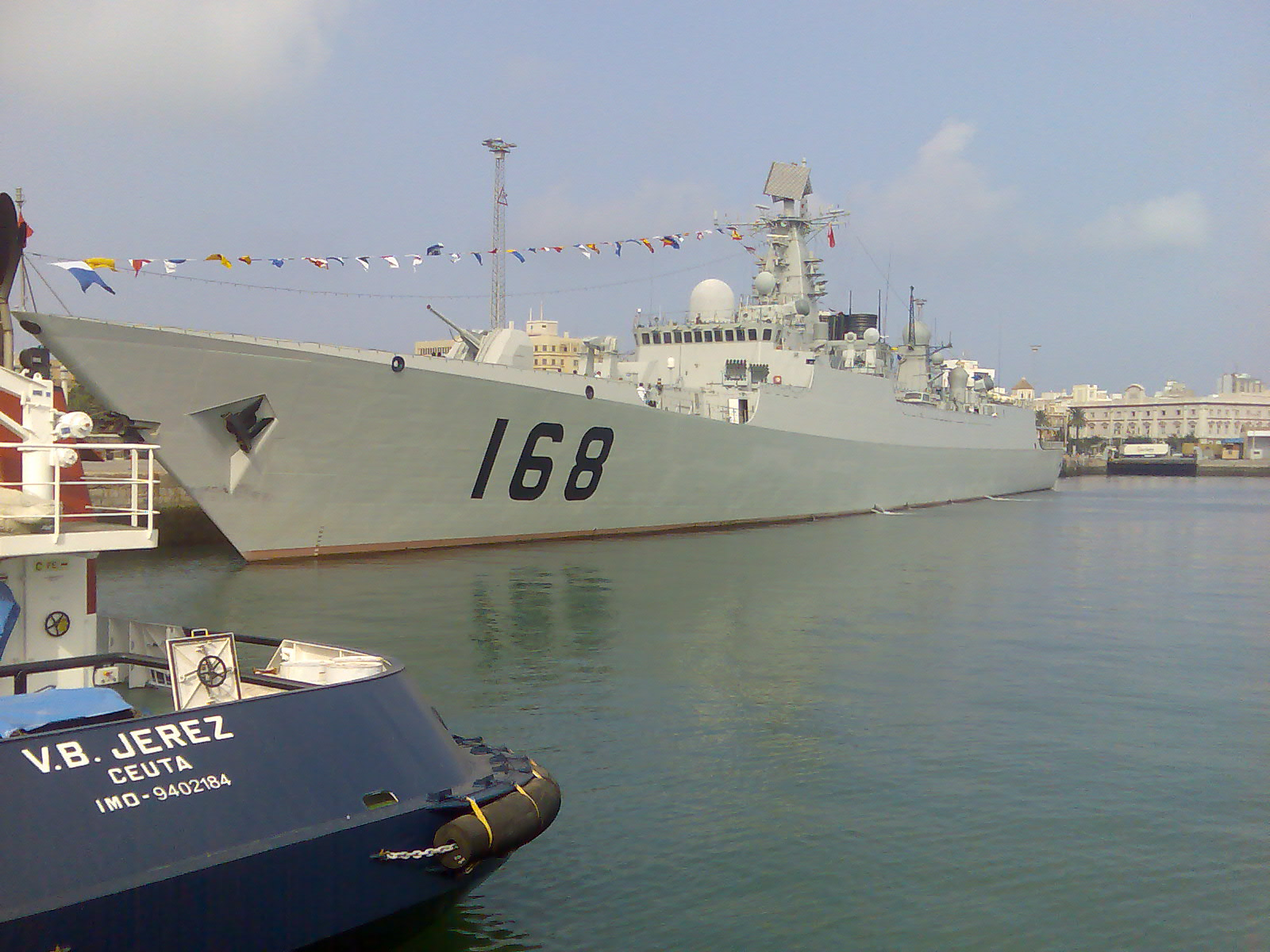
Destructor Guangzhou a Cadis (Espanya)
Símbol de l'Exèrcit Popular d'Alliberament
Emblema de l'aviació de l'EPA
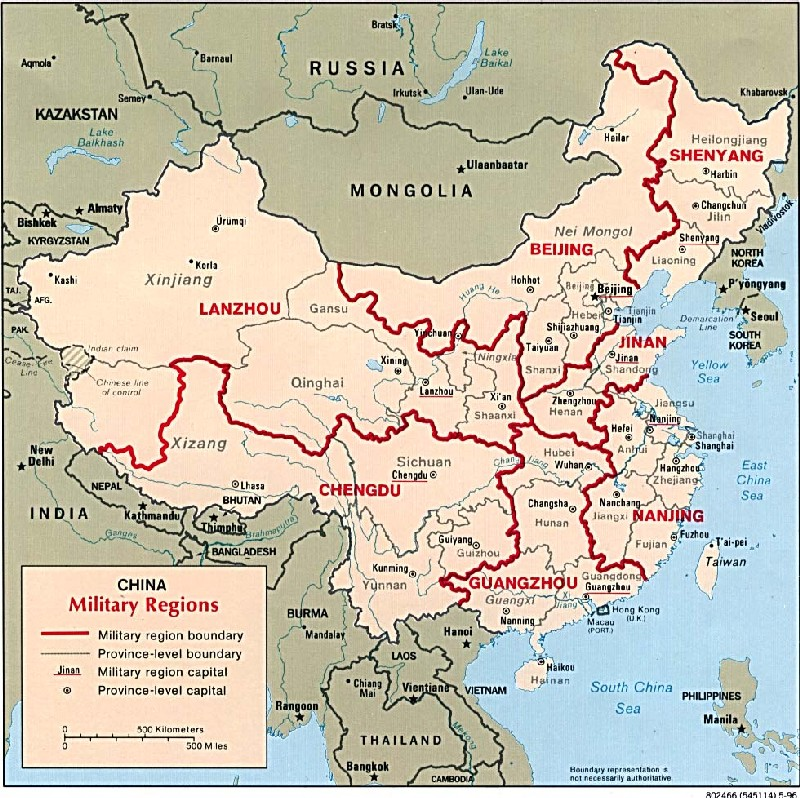
Regions militars xineses